# Фельденц
Фельденц (нем. Veldenz) — община в Германии, в земле Рейнланд-Пфальц.
Входит в состав района Бернкастель-Витлих. Подчиняется управлению Бернкастель-Кюс.  Население составляет 889 человек (на 31 декабря 2010 года). Занимает площадь 14,41 км².
Об истории и правителях Фельденца см. статью Фельденц (графство).

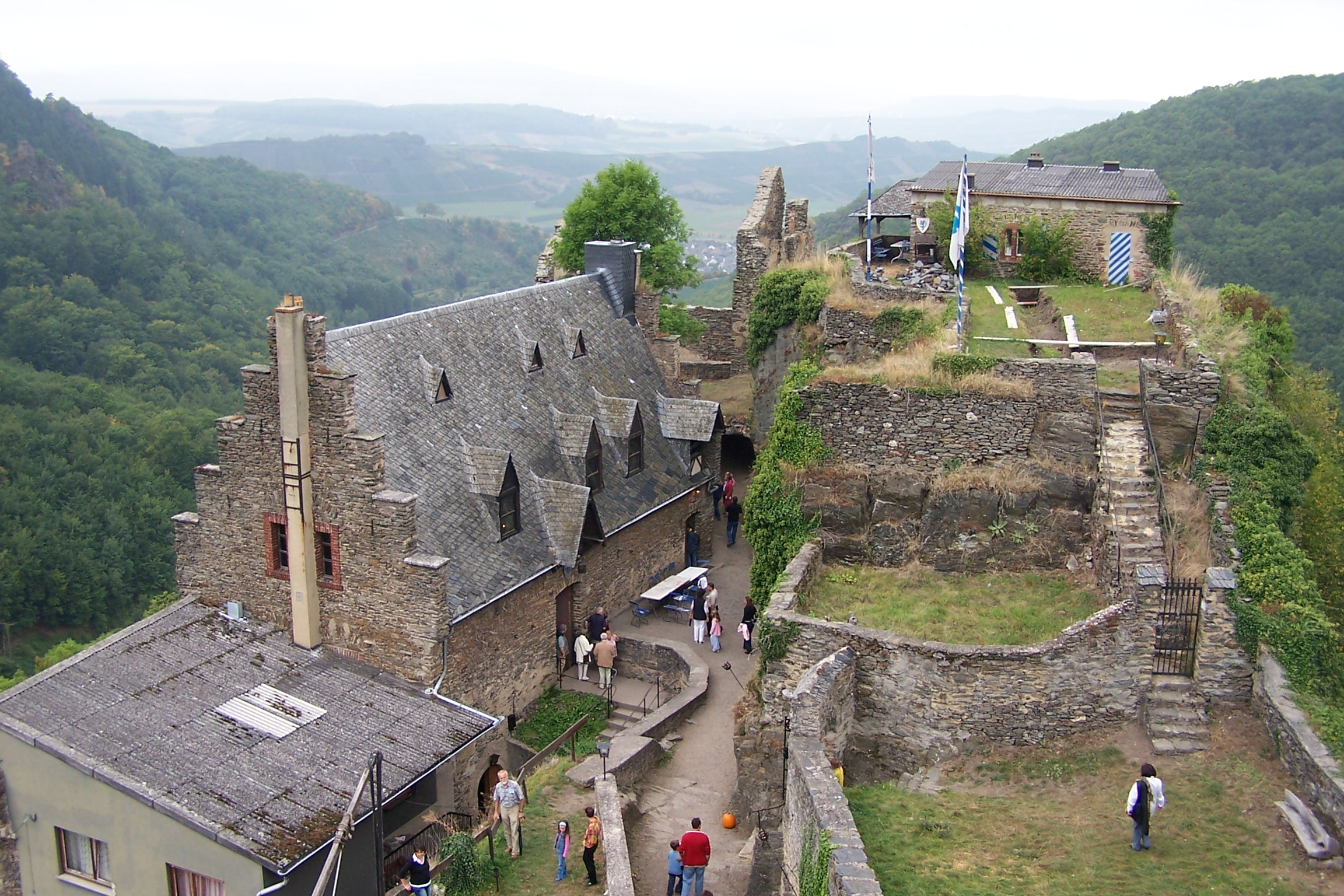
Замок